# Dissotis
Dissotis es un género con 118 especies de plantas fanerógamas, pertenecientes a la familia Melastomataceae. Es originario del África tropical.

## Taxonomía
El género fue descrito por George Bentham  y publicado en Niger Flora 346, en el año 1849.
Etimología
Dissotis: nombre genérico que deriva de las palabras griegas: dissos, lo que significa "doble". Esto se refiere a los dos tipos de anteras que es una característica de este género.

## Especies seleccionadas
- Dissotis afzelii Hook.f.	Fl. Trop. Afr. 2: 449	1871
- Dissotis alata A.Fern. & R.Fern.	Bol. Soc. Brot., ser. 2, 34: 60, t. 2	1960
- Dissotis alpestris Taub.	Pflanzenw. Ost-Afrikas C: 295	1895
- Dissotis amplexicaulis Jacq.-Fél.	Bull. Mus. Natl. Hist. Nat., sér. 2 8: 108	1936
- Dissotis anchietae	A. Fern. & R. Fern.	Bol. Soc. Brot., ser. 2, 28: 189	1954
- Dissotis angustifolia	A. Fern. & R. Fern.	Bol. Soc. Brot., ser. 2, 28: 181	1954
- Dissotis antennina	(Sm.) Triana	Trans. Linn. Soc. London 28(1): 58	1871 [1872]
- Dissotis aprica Engl.	Veg. Erde 3(2): 749	1921
- Dissotis arborescens	A. Fern. & R. Fern.	Bol. Soc. Brot., ser. 2, 29: 51, t. 6	1955
- Dissotis autraniana Cogn.
- Dissotis mahonii
- Dissotis melleri